# 秦秀
秦秀（3世紀—不晚於公元300年），字玄良，新興雲中人。西晉官員，任博士，亦是三國時曹魏驍騎將軍秦朗之子。

## 生平

### 早年生活
秦秀年少時即注重學問和品行，並以忠直而知名。在西晉咸寧年間起任博士。

### 追佞惡諡
咸寧四年（278年），太傅、朗陵公何曾逝世，朝廷下令禮官議定何曾的諡號，秦秀批評何曾「資性驕奢，不循軌則」，認為雖然他在生時沒被彈劾，但死後都應加以惡諡，以警剔其他王公大臣，否則禮教就荒廢。故此秦秀建議諡號為「繆醜公」。雖然司馬炎最終都沒有採納秦秀的建議，而自賜諡號為「孝公」，但聽聞秦秀議諡的語句後都甚為恐懼。
秦秀本人亦十分痛恨佞臣，甚至視之如仇敵，故此秦秀一向都鄙視曾殺害曹髦、在朝中興朋黨之爭的權臣賈充。咸寧五年（279年），司馬炎決意發動滅吳戰爭，並任命賈充為大都督，名義上統率六軍；秦秀聽後，向親近的人說：「賈充只是一個有小才幹的文官，今天竟然肩負征伐東吳的大任，我將會哭著送大軍出征。」但有人勸止秦秀，說：「當年蹇叔知道秦軍出兵必定會失敗，所以才哭著送他的兒子出征。今天東吳君主孫皓無道，國家自己都有崩潰的勢頭，現在大軍壓境，東吳必定很快潰敗。你若果哭送大軍，不但不智，而且更犯下不能赦免的罪。」秦秀於是打消念頭。次年，東吳荊州地區的將領都投降西晉，而王濬等人則繼續進攻東吳首都建業；賈充此時以為東吳不能一戰而亡，反而見快將踏入夏季，恐怕軍中會爆發疫病，於是上表力勸司馬炎班師。不久，孫皓即向西晉投降，建業又傳出捷報到洛陽，最終賈充的上表和建業的捷報都同時傳到洛陽，朝野都認為賈充位處高位，但智謀卻如此低下，都認為秦秀當日輕視賈充的理由是對的。
太康三年（282年），太尉、魯郡公賈充逝世，朝廷又下令議定賈充的諡號。秦秀指責賈充雖然無子嗣，但不傳嗣給賈氏宗族（賈充有三名侄兒尚未封爵），卻由外孫，女兒賈午之子賈謐入繼子嗣，是「悖禮溺情，以亂大倫」於是建議諡他為「荒公」，但司馬炎又不聽從。

### 盡心勸諫
東吳覆亡後，參與平定的王渾與同樣參與平定並向孫皓納降的王濬爭功，王渾更誣陷王濬違詔不受節度。雖然司馬炎都沒有因而加罪於王濬，並讓王濬官拜輔國大將軍、領步兵校尉；但朝野都認為王濬功勞大而得到的賞賜少，秦秀、李密和太子洗馬孟康都上書為王濬抱不平。司馬炎於是改拜王濬為鎮軍大將軍，加散騎常侍，領後軍將軍。
荀勖、馮紞和楊珧等都厭惡齊王司馬攸德望日漸提高，而且長居洛陽，日後可能威脅太子司馬衷繼承帝位；馮紞於是勸司馬炎調司馬攸回到封國。司馬炎同意而下詔，讓他轉任大司馬、都督青州諸軍事，並回到封國齊國。次年（283年）又命太常議論應用甚麼物品賞賜齊王，秦秀和劉暾等人則於此時上書要求司馬炎留下司馬攸。但司馬炎看到上表後大怒，並處罰上表的一眾人，秦秀亦因而被免職。後來又復職。秦秀任博士前後共二十年，最終在任內逝世。

## 延伸阅读
[在维基数据编辑]
 《晉書·卷050》，出自房玄齡《晉書》